# 230 Midi 1401 à 1431
Les 230 Midi 1401 à 1431 sont des locomotives compound mixtes du type Ten Wheel, construites entre 1896 et 1907 pour la Compagnie du Midi et faisant partie de la famille des 230 SACM.
Locomotives spécialisées aux lignes de montagne, elles sont très proches des 230 Midi 1301 à 1370 à roues plus grandes de 15 cm. Ces dernières, plus rapides et polyvalentes feront souche auprès des compagnies tant en France que dans le reste de l'Europe.

## Genèse
La ligne de Béziers à Neussargues, dont la construction prend fin en 1888, représente un obstacle ardu pour les locomotives et les hommes les conduisant en raison de rampes sévères (de 27 à 33 ‰ combinées à des courbes serrées ; ces « rampes exceptionnelles » représentant près d'un tiers de la ligne. Pour les trains de voyageurs, la Compagnie du Midi utilise ses 030 de la série 801 à 1202 dont les plus anciennes remontent à 1869 et qui remorquent péniblement des trains de seulement 65 t à 25 km/h sur les rampes les plus fortes, contraignant à adjoindre une seconde locomotive par train, laquelle est dételée sur les sections moins compliquées (ou la vitesse peut plafonner à 45-55 km/h).
À la fin du XIXe siècle, les ingénieurs de la Compagnie font appel à l'ingénieur en chef Alfred de Glehn de la Société alsacienne de constructions mécaniques pour mettre au point une locomotive capable de remorquer en solo des trains de 100 t à 30 km/h sur les rampes exceptionnelles et 160 t à 45-55 km/h sur le reste de la ligne et même de rouler à 80 km/h sur les sections à profil facile. Une 030 plus ancienne continuant à être ajoutée pour hisser ces trains plus lourds au sommet des rampes difficiles.
De Glehn choisit de partir de la locomotive ten-wheel compound série IV e (de) qu'il a mis au point en 1894 pour les Chemins de fer de l'État de Bade en y ajoutant des perfectionnements. Un premier prototype, numéroté 1 401 est livré et soumis à une campagne d'essais en 1896. Simultanément, il met au point deux exemplaires de ce qui deviendra la série 1300 pour les mêmes Chemins de fer du Midi désireux de posséder des locomotives de puissance similaires aptes à rouler plus vite sur des lignes à profil moins rude grâce à leurs grandes roues.
Quatorze locomotives supplémentaires sont livrées en 1899 permettant de reprendre aux locomotives plus anciennes la traction des trains de voyageurs sur la ligne des Causses. Le Midi reçoit dix autres exemplaires en 1904 et enfin six en 1907 portant l'effectif à 31 exemplaires. 
Celles de la série 1300, prévues notamment pour la traction des express sur la ligne de Toulouse à Bayonne, s’avéreront vite de bonnes locomotives particulièrement versatiles malgré un effort de traction sensiblement diminué. Livrées en 70 exemplaires de 1898 à 1910, elles se montraient capables de tracter à plus de 90 km/h des trains de voyageurs de 180 à 200 tonnes et à 35 km/h des trains de marchandises de 1000 tonnes en plaine. Devant les résultats obtenus, plusieurs réseaux français firent des essais et adoptèrent rapidement, en les modifiant très peu, des machines fort proches.
À l'inverse celles de la série 1400, à l'usage spécifique, restèrent seules de leur espèce et feront un service correct sur les lignes de montagne, complétées à partir de 1901 par les 140 Midi 4001 à 4018 prévues à l'origine pour le service des marchandises. Proches sur le plan technique mais dotées de quatre roues motrices et d'un simple bissel avant, suffisant aux vitesses pratiquées sur cette ligne sinueuse, elles seront le second modèle Midi de la SACM à avoir une large descendance au Paris-Orléans et aux Chemins de fer de l'Est.
Au lendemain de la Première Guerre mondiale, le Midi prend possession de locomotives plus modernes à la puissance accrue mais le remplacement des locomotives à vapeur de ces deux séries se fera moyennant l'électrification complète de la ligne des Causses en 1931-1932, seule solution pour augmenter notablement la puissance et la vitesse des trains. D'autres lignes très pentues ayant également converties à l'électricité au cours des années 20 et 30, les 230 série 1400 se retrouvent éparpillées sur des dessertes moins exigeantes, remorquant des omnibus et trains de marchandises moyens et laissant les trains plus rapides aux 230 série 1300 ainsi qu'à d'autres séries parmi lesquelles les Pacific Midi.
Renumérotées 230-401 à 431, l'ensemble est toujours à l'effectif lorsque est créée la SNCF et elles sont alors classées dans la série 230A sous les matricules 401-435 alors que l'électrification progresse dans la région Sud-Ouest. Elles disparaissent quelques années après la Seconde Guerre mondiale.

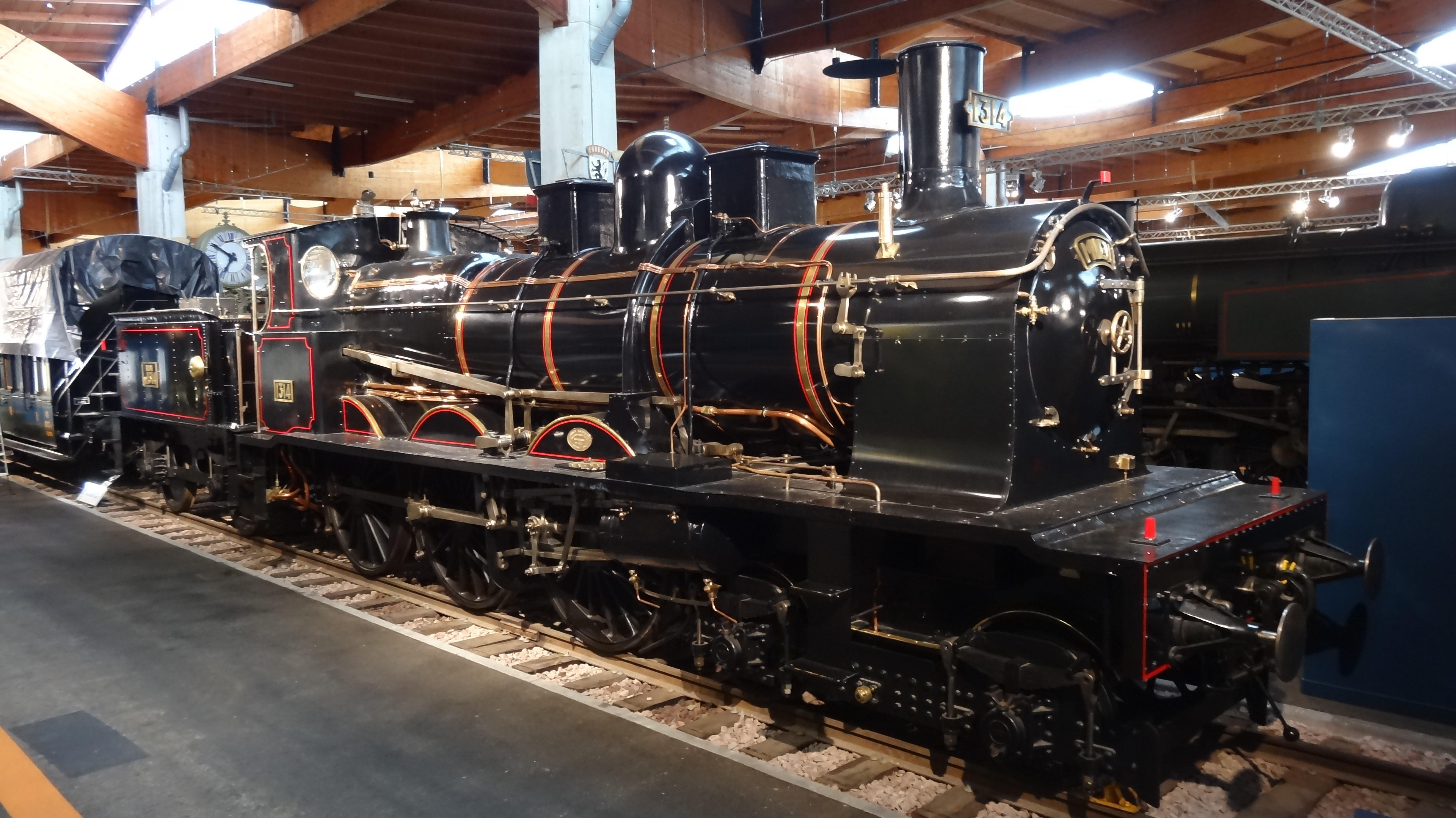
Locomotive de la série 1300 préservée en état d'origine.

## Construction
La 1 401, livrée en 1896, est l’œuvre de la SACM.
Pour le reste de cette série, c'est la firme Schneider au Creusot qui livre :
- les 1 402 à 1 415 en 1899 ;
- les 1 416 à 1 425 en 1904 ;
- les 1 417 à 1 431 en 1907.

## Description
Ces locomotives disposaient d'un moteur compound à quatre cylindres développé par "De Glehn" et également utilisé sur les locomotives des Chemins de fer de l'État de Bade dont elles s'inspirent. Les cylindres HP sont à l’extérieur et BP à l’intérieur, la distribution est du type "Walschaerts",.
Par rapport aux 1 301 à 1 370 la seule différence fondamentale réside dans le diamètre plus faible des essieux moteurs qui fournissent ainsi à la locomotive un meilleur effort de traction au détriment de la vitesse. Du reste, le poids adhérent est inférieur d'une tonne en raison des dimensions des roues et le châssis des 1300 diffère sensiblement pour accommoder l'axe des roues plus élevé et la chaudière positionnée 7,5 cm plus haut. Les chaudières, l'appareil moteur et les appareillages sont rigoureusement identiques.
On distingue aisément les deux séries sur des photographies en observant le tablier (longeron qui court de la traverse avant à la cabine) : parfaitement rectiligne sur les série 1400, il est surhaussé en son milieu sur les 1300 moyennant deux raccords en courbe au niveau de la boite à fumée et de la cabine. La position moins élevée de la chaudière des 1400 se remarque au niveau de la cloison avec la cabine de conduite.

## Préservation
Aucun exemplaire n'est conservé mais la 230 n°1314 et la 140 n°4009 appartiennent aux collections de la Cité du train à Mulhouse, restaurée dans la livrée "Midi" (noire à cerclages de métal poli).